# Marcin Dorna
Marcin Dorna (ur. 17 września 1979 w Poznaniu) – polski trener piłkarski.

## Życiorys
Jest absolwentem poznańskiego AWF. Jeszcze podczas studiów podjął pracę w klubie UKS GOSIR Dopiewo, gdzie trenował dzieci między dziewiątym a jedenastym rokiem życia. Potem pracował z zespołami młodzieżowymi Lecha Poznań oraz z reprezentacją młodzieżową Wielkopolskiego ZPN. Od 2008 zatrudniony jest w Polskim Związku Piłki Nożnej, gdzie prowadzi kolejne reprezentacje juniorskie. W 2012 z drużyną do lat 17 zajął trzecie miejsce w mistrzostwach Europy U-17. Od 16 stycznia 2013 do lata 2017 był selekcjonerem reprezentacji do lat 21. Następnie pracował jako wicedyrektor w sportowym związku piłki nożnej, powierzone zostały mu również obowiązki trenera kadry U-15.
Ma żonę Krystynę oraz dwie córki – Zosię i Ulę.

## Sukcesy
Polska U-17
- Mistrzostwa Europy U-17
- 3. miejsce: 2012